# خانه ساحلی (فیلم ۲۰۱۸)
خانه ساحلی (به انگلیسی: The Beach House) یک فیلم درام تلویزیونی آمریکایی محصول سال ۲۰۱۸ به کارگردانی راجر اسپاتیس‌وود با بازی مینکا کلی، اندی مک‌داول، چاد مایکل موری و مکنزی وگا است.
این فیلم از رمان «خانه ساحلی» نوشته مری آلیس مونرو در سال ۲۰۰۲ اقتباس شده‌است. در ساعت ۲۱:۰۰ از شبکه هالمارک در ۲۸ آوریل ۲۰۱۸ پخش شد.